# Museu Local Arqueològic d'Artesa de Lleida
Museu Local Arqueològic d'Artesa de Lleida és una obra del municipi d'Artesa de Lleida (Segrià) protegida com a bé cultural d'interès local.

## Descripció
El museu arqueològic local d'Artesa de Lleida consta de dues parts diferenciades. Les sales I i II es van construir amb la renovació de l'edifici de l'Ajuntament de l'any 1971, i les sales III i IV es conserven de la casa dels Hospitalers o del Delme. Es tracta del soterrani de l'actual ajuntament que conformen voltes de canó paral·leles amb pedra vista i arcades.
Les sales I i II queden a nivell lleugerament inferior respecte al nivell del vestíbul de l'Ajuntament i del nivell del carrer, i les sales III i IV queden lleugerament soterrades respecte a aquestes primeres.
Les sales més antigues (III i IV) són de paret de pedra vista cobertes per voltes semicirculars. L'aparell constructiu és de paredat ajuntat amb calç, a excepció del mur sud, que és més antic que la resta de les voltes, que està fet amb carreus escairats que contrasten amb la resta de la construcció. A la sala IV hi ha un gran arc de mig punt que reforça la volta.
L'accés a la sala III es realitza a través d'una obertura amb arc de mig punt, fet amb pedra nova, amb una porta de fusta amb una finestreta protegida per una reixa. Les sales III i IV, es comuniquen amb una obertura igual a la descrita anteriorment, i una altra obertura més ampla, probablement més moderna.
A la sala IV s'hi conserva una pica (trull d'oli) de pedra calcària, de pedres ben escairades, de forma rectangular amb tapes de pedra i un petit vuit d'accés a l'interior. Al fons de la sala, al costat del trull, s'obre l'accés a l'espai on es guardava una gran tina de vi. És un espai circular, amb el terra pavimentat amb peces ceràmiques i la paret enrajolada amb peces ceràmiques esmaltades.
A la façana de la travessia del Fossar Vell hi ha una altra porta d'accés, la qual sempre resta tancada.
La porta d'entrada al museu des del carrer del Castell és d'obra de forja, feta per l'artista local A. Guerrero. Els laterals són fixos i presenten un tema esquemàtic calat que es repeteix per sobre de la porta i damunt del rètol amb la llegenda "Museu Local Arqueològic". Les portes de doble batent tenen motius florals i emmarquen dos escuts, a l'esquerra l'escut de Catalunya i a la dreta l'escut d'Artesa de Lleida amb una branca d'olivera. Als costats de la porta dues torxes també de ferro forjat completen el conjunt de l'accés com a llums fixes.
L'any 2005 es duen a terme les obres de millora dels accessos, serveis i restauració i reforma interior del museu. S'obre un nou accés principal, des del vestíbul de l'Ajuntament, aprofitant el porxo i l'entrada a aquest equipament.
La sala d'accés, prèvia a les de les voltes, es reforma totalment, es tracten i pinten els paraments verticals, es col·loca un cel-ras de fibres fonoabsorvents, i s'executa una nova obertura amb porta corredera des del vestíbul de l'Ajuntament, acompanyada d'una plataforma amb escales que salven el desnivell entre els dos espais.
A les sales antigues es realitzen les següents actuacions: es restaura tot el parament de pedra de les voltes de les dues naus; es tracta el nivell d'humitat existent en els paraments verticals de pedra. També es renova tota la xarxa elèctrica i l'enllumenat interior del conjunt de les sales.

## Història
A començament de la dècada dels seixanta neix a Artesa de Lleida una Associació Juvenil, que entre altres activitats culturals, inicia una tasca de prospecció arqueològica, la qual dona els primers fruits cap a l'any 1963.
L'any 1967 l'Associació Juvenil canvia el nom pel d'Agrupació Cultural "La Femosa", i potencia més les seves activitats culturals, sent probablement llavors quan neix la idea de crear un museu on exposar les peces que han anat trobant.
L'any 1971 es crea el Museu Local Arqueològic aprofitant la circumstància de fer-se una ampliació a l'edifici de l'Ajuntament, la qual cosa permet destinar gran part dels baixos a hostatjar la col·lecció arqueològica. El museu consta de dues parts ben diferenciades: la sala d'accés, construïda amb la renovació de l'Ajuntament del 1971, i les dues sales de volta de canó, que es conserven de l'anomenada casa del Delme.
Es guarden al museu les troballes arqueològiques del terme i rodalia, entre les quals destaquen la interessant ceràmica campaniforme i posterior (vasos de cordons aplicats i acanalats), restes ibèriques i també romanes.
En l'actualitat el museu forma part de la Xarxa de Museus Comarcals de Catalunya oberts al públic.